# Фолкнер, Джон Мид
Джон Мид Фо́лкнер (англ. John Meade Falkner; 8 мая 1858, Уилтшир, Англия — 22 июля 1932, Дарем, Англия) — английский писатель, романист, поэт, предприниматель, историк.
В 1878-82 гг. занимался современной историей в оксфордском Хэртфорд-колледже. Впоследствии стал его почётным членом (с 1927 года).
В 1901—1926 гг. руководитель компании «Armstrong Whitworth».